# Skihop under vinter-OL 2018
Skihop ved vinter-OL 2018 var planlagt til at finde sted mellem 8. og 19. februar 2018. Der blev afholdt i alt fire skihopbegivenheder.

## Medaljeoversigt

### Medaljefordeling
| Skihopping under Vinter-OL 2018 – Pyeongchang | Skihopping under Vinter-OL 2018 – Pyeongchang | Skihopping under Vinter-OL 2018 – Pyeongchang | Skihopping under Vinter-OL 2018 – Pyeongchang | Skihopping under Vinter-OL 2018 – Pyeongchang | Skihopping under Vinter-OL 2018 – Pyeongchang |
| --------------------------------------------- | --------------------------------------------- | --------------------------------------------- | --------------------------------------------- | --------------------------------------------- | --------------------------------------------- |
| Nr.                                           | Land                                          | Guld                                          | Sølv                                          | Bronze                                        | Totalt                                        |
| 1                                             | Norge                                         | 2                                             | 1                                             | 2                                             | 5                                             |
| 2                                             | Tyskland                                      | 1                                             | 3                                             | 0                                             | 4                                             |
| 3                                             | Polen                                         | 1                                             | 0                                             | 1                                             | 1                                             |
| 4                                             | Japan                                         | 0                                             | 0                                             | 1                                             | 1                                             |
| Totalt                                        | Totalt                                        | 4                                             | 4                                             | 4                                             | 12                                            |

### Discipliner
| Event                        | Guld                                                                                          | Guld   | Sølv                                                                               | Sølv   | Bronze                                                               | Bronze |
| ---------------------------- | --------------------------------------------------------------------------------------------- | ------ | ---------------------------------------------------------------------------------- | ------ | -------------------------------------------------------------------- | ------ |
| Individuelt (Normal bakke)   | Andreas Wellinger · Tyskland                                                                  | 259.1  | Johann André Forfang · Norge                                                       | 250.9  | Robert Johansson · Norge                                             | 249.7  |
| Individuelt (Stor bakke)     | Kamil Stoch · Polen                                                                           | 285.7  | Andreas Wellinger · Tyskland                                                       | 282.3  | Robert Johansson · Norge                                             | 275.3  |
| Holdkonkurrence (Stor bakke) | Norge (NOR) · Daniel-André Tande · Andreas Stjernen · Johann André Forfang · Robert Johansson | 1098.5 | Tyskland (GER) · Karl Geiger · Stephan Leyhe · Richard Freitag · Andreas Wellinger | 1075.7 | Polen (POL) · Maciej Kot · Stefan Hula · Dawid Kubacki · Kamil Stoch | 1072.4 |
| Women's                      | Maren Lundby · Norge                                                                          | 264.6  | Katharina Althaus · Tyskland                                                       | 252.6  | Sara Takanashi · Japan                                               | 243.8  |